# Henri-Louis Duhamel du Monceau
Henri-Louis Duhamel du Monceau, född 20 juli 1700 i Paris, död 22 augusti 1782 i Paris, var en fransk naturforskare.
Dumonceau blev 1728 ledamot av Franska vetenskapsakademien och 1767 utländsk ledamot nummer 58 av Kungliga Vetenskapsakademien. Han utgav en mängd arbeten i botanik (växtfysiologi), lantbruk, trädgårdsskötsel, skogshushållning och fiskerinäring.
Auktorsnamnet Duhamel kan användas för Henri-Louis Duhamel du Monceau i samband med ett vetenskapligt namn inom botaniken; se Wikipediaartiklar som länkar till auktorsnamnet.